# Підстригач Ярослав Степанович

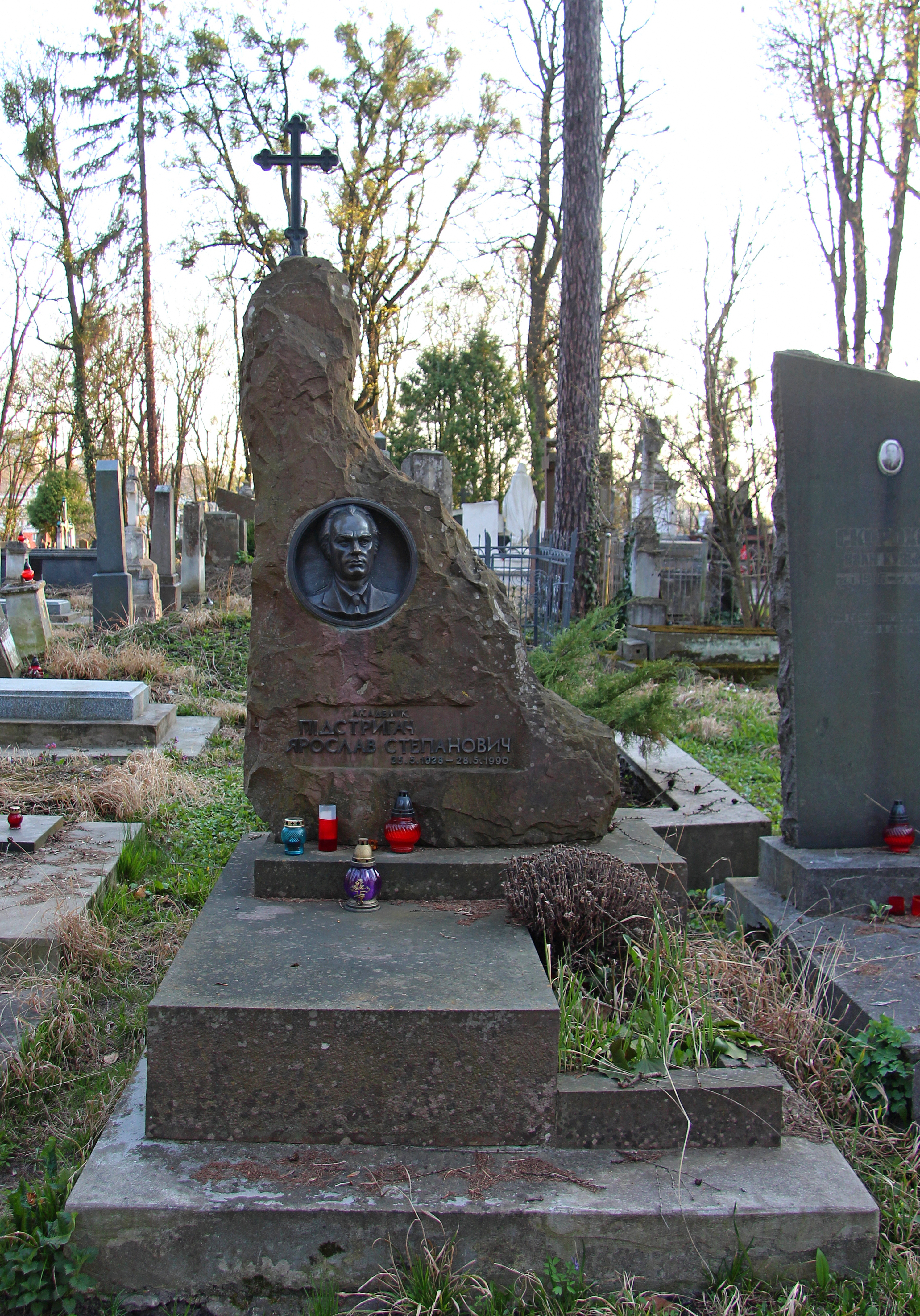
Надгробок на могилі Я. Підстригача на Личаківському цвинтарі

Яросла́в Степа́нович Підстри́гач (25 травня 1928, Самостріли, ґміна Кожец, Рівненський повіт, Волинське воєводство, Польща, нині Рівненського району, Рівненської області, України — 28 травня 1990, Львів) — український вчений в галузі теоретичної механіки. Депутат Верховної Ради УРСР 10—11-го скликань (у 1981—1990 роках). Кандидат у члени ЦК КПУ у 1976—1986 роках. Член ЦК КПУ у 1986—1990 роках. Основоположник теоретичного моделювання в механіці деформованих середовищ з урахуванням їх структури, взаємозв'язку процесів механічної і немеханічної природи.

## Родина. Навчання
Народився 25 травня 1928 року в українській селянській родині. Його батько, Степан Захарович, у міжвоєнний період був керівником місцевої «Просвітянської хати» Волинського Українського об'єднання (ВУО), заснованої після заборони польською владою у 1930 році товариства «Просвіта». У 1940 році батька Степана заарештовує НКВС й на початку червня 1941 року його ще з іншими дев'ятьма членами ВУО було засуджено до восьми років виправно-трудових таборів. Покарання відбував у таборі «Богословлаг», що у Свердловській області, на будівництві Богословського алюмінієвого заводу та селища Тур'їнські рудники, де й помер 12 січня 1942 року.
Матір з двома синами — дванадцятирічним Ярославом та трирічним Тарасом, вислано до Червоноармійського району Кокшетауської області Казахстану, де сім'я перебувала до 1945 року, після чого їм дозволено повернутися в Україну до рідного села.
Після закінчення у 1946 році Межиріцької середньої школи Ярослав Підстригач вступив на фізико-математичний факультет Львівського державного університету імені Івана Франка. Починаючи з четвертого курсу Я. Підстригач працював обчислювачем у Львівській астрономічній обсерваторії, де й виконав свою першу наукову роботу з небесної механіки, опубліковану в «Доповідях та повідомленнях ЛДУ імені Івана Франка».
1951 року після закінчення з відзнакою університету за спеціальністю «механіка» вступає до аспірантури при Інституті машинознавства і автоматики АН УРСР (у 1964 року — Фізико-механічний інститут АН УРСР, нині — Фізико-механічний інститут імені Г. В. Карпенка НАН України), де під керівництвом академіка Г. Савіна досліджував концентрацію напружень біля отворів. У 1954 році після захисту дисертації здобув науковий ступінь кандидата наук.

## Етапи наукової кар'єри
1950–1952 роки — лаборант Астрономічної обсерваторії Львівського державного університету імені Івана Франка.
У 1954–1972 роках Я. С. Підстригач працює у Фізико-механічному інституті АН УРСР. Член КПРС з 1960 року. У 1969 році здобув науковий ступінь доктора фізико-математичних наук. Того ж року йому було присвоєно вчене звання професора та обрано членом-кореспондентом Академії наук УРСР.
У 1972 році Я. С. Підстригача обирають академіком АН УРСР та призначають головою Західного наукового центру Академії наук УРСР.
У 1972–1978 роках він керує створеним ним Львівським філіалом математичної фізики Інституту математики АН УРСР. З 1978 року, після перетворення філіалу в Інститут прикладних проблем механіки і математики АН УРСР, Ярослав Степанович до останніх днів життя був його директором.
У 1975 році йому присуджено Державну премію України за розробку і впровадження у практику оптимальних режимів зонального відпуску зварних швів конструкцій оболонкового типу. За цикл праць «Математичні основи термомеханіки» в 1977 році йому присуджено премію імені М. М.Крилова АН УРСР. З 1978 року академік АН УРСР Підстригач Я. С. — директор Інституту прикладних проблем механіки і математики АН УРСР. У 1979 році йому присуджене почесне звання «Заслужений діяч науки УРСР».
Академік АН України Ярослав Степанович Підстригач — видатний вчений-механік, основоположник теоретичного моделювання в механіці деформівних середовищ з урахуванням їх структури, взаємозв'язку процесів механічної і немеханічної природи. При цьому особливого значення він надавав ролі класичних і сучасних галузей математики, настійно необхідних при побудові математичних моделей для врахування і поєднання в цих моделях останніх досягнень механіки суцільних середовищ, нерівноважної термодинаміки, фізики й хімії конденсованих станів, електродинаміки та інших споріднених галузей.
З 1972 року Я. С. Підстригач — член Президії АН УРСР, голова Західного наукового центру АН УРСР. Він був членом Національного комітету з теоретичної і прикладної механіки, членом бюро наукової ради з проблеми «Механіка деформівного твердого тіла» при Президії АН України. Велику науково-організаційну роботу Я. С. Підстригач проводив як голова секції наукової ради АН України з проблеми біосфери при Західному науковому центрі АН України, голова філіалу наукової ради АН України з проблеми «Кібернетика», член міжвідомчої наукової ради з проблем науково-технічного та соціально-економічного прогнозування при Президії АН України і Держплані України, голова наукової секції математики і механіки та колегії Львівського науково-виробничого приладобудівного комплексу. Він був членом редколегії низки наукових журналів, відповідальним редактором республіканського міжвідомчого збірника «Математичні методи і фізико-механічні поля».
Академік Я. С. Підстригач розумів, що для вирішення актуальних проблем народного господарства потрібні висококваліфіковані кадри. Багато зусиль та енергії віддавав він удосконаленню у регіоні всіх ланок системи підготовки спеціалістів, наукових, науково-педагогічних працівників — середньої, вищої школи, науково-дослідних установ і підприємств. Плідну наукову та науково-організаційну роботу він успішно поєднував з педагогічною діяльністю. Понад 25 років викладав у Львівському державному університеті імені Івана Франка, завідував створеною в університеті за його ініціативою на базі Інституту прикладних проблем механіки і математики АН України кафедрою математичного моделювання.
Наукова спадщина вченого — це невичерпне джерело сміливих ідей, основоположних досліджень, опублікованих у понад 300 роботах, зокрема — у 14 монографіях.Підготував понад 50 докторів і кандидатів наук.
Лауреат Державної премії УРСР в галузі науки і техніки (1975). Премія присуджена за розробку і впровадження у практику оптимальних режимів зонального відпуску зварних швів конструкцій оболонкового типу.
У 1977 році Я. С. Підстригачу присуджено премію імені М. М. Крилова за цикл праць «Математичні основи термомеханіки».
Помер 28 травня 1990 року у Львові та похований на Личаківському цвинтарі (поле № 55). 1996 року на могилі встановлено пам'ятник авторства Ярослава Троцька.

## Наукова діяльність
Ярослав Підстригач є автором понад 300 наукових праць, зокрема 14 монографій на тематику математичного моделювання фізико-механічних проблем механіки, серед яких:
- Підстригач Я. С., Ярема С. Я. Температурні напруження в оболонках. — Київ: Вид-во АН УРСР, 1961. — 212 с.;
- Подстригач Я. С., Коляно Ю. М. Неустановившиеся температурные поля и напряжения в тонких пластинках. — Киев: Наукова думка, 1972. — 308 с.;
- Подстригач Я. С., Коляно Ю. М. Обобщенная термомеханика. — Киев: Наукова думка, 1976. — 310 с.;
- Подстригач Я. С., Коляно Ю. М., Громовык В. И., Лозбень В. А. Термоупругость тел при переменных коэффициентах теплоотдачи. — Киев: Наукова думка, 1977. — 158 с.;
- Подстригач Я. С., Швец Р. Н. Термоупругость тонких оболочек. — Киев: Наукова думка, 1978. — 343 с.;
- Григолюк Э. И., Подстригач Я. С., Бурак Я. И. Оптимизация нагрева оболочек и пластин. — Киев: Наукова думка, 1979. — 364 с.;
- Подстригач Я. С., Бурак Я. И., Шелепец В. И. и др. Оптимизация и управление в электровакуумном производстве. — Киев: Наукова думка, 1980. — 215 с.;
- Подстригач Я. С., Коляно Ю. М., Семерак М. М. Температурные поля и напряжения в элементах электровакуумных приборов. — Киев: Наукова думка, 1981. — 342 с.;
- Подстригач Я. С., Бурак Я. И., Кондрат В. Ф. Магнитотермоупругость электропро водных тел. — Киев: Наукова думка, 1982. — 290 с.;
- Подстригач Я. С., Ломакин В. А., Коляно Ю. М. Термоупругость тел неоднородной структуры. — Москва: Наука, 1984. — 368 с.;
- Подстригач Я. С., Чумаченко Н. Г., Барьяхтар В. Г. и др. Проблемы регионального управления научно-техническим прогрессом: Теория, методика, практика. — Москва: Наука, 1984. — 288 с.;
- Подстригач Я. С., Повстенко Ю. З. Введение в механику поверхностных явлений в деформируемых твердых телах. — Киев: Наукова думка, 1985. — 200 с.;
- Подстригач Я. С., Поддубняк А. П. Рассеяние звуковых пучков на упругих телах сферической и цилиндрической формы. — Киев: Наукова думка, 1986. — 264 с.;
- Підстригач Я. С. Тензори на многовидах: Навчальний посібник. — Львів: Вид-во. Львівського університету, 1986. — 76 с.
- Подстригач Я. С., Осадчук В. А., Марголин А. М. Остаточные напряжения, длительная прочность и надежность стеклоконструкций. — Киев: Наукова думка, 1991. — 290 с.

## Родина
Ярослав Степанович разом з дружиною Галиною Семенівною, яка працювала викладачем математики у Львівській політехніці, виростили двох синів:
- Підстригач Ігор Ярославович (1957—2024) — науковий співробітник та завідувач відділу технічного обслуговування телескопів Астрономічної обсерваторії Львівського національного університету імені Івана Франка. Ігор Підстригач у 1979 році закінчив факультет прикладної математики та механіки Львівського державного університету імені Івана Франка. У 1979—2007 роках працював асистентом, інженером кафедри механіки, а з 2007 року молодшим науковим співробітником та завідувачем відділу технічного обслуговування телескопів Астрономічної обсерваторії Львівського національного університету імені Івана Франка. Колом його наукових та технічних інтересів були питання метрологічного забезпечення тензометрії, вимірювання механічних та оптичних величин, удосконалення астрономічних інструментів, програмного забезпечення для обробки астрономічних зображень, оптичних спостережень Сонця та змінних зір, він є автором наукових праць, патентів, авторських прав. Помер 20 листопада 2024 року у Львові та 23 листопада похований на Личаківському цвинтарі[5].
- Підстригач Віктор Ярославович (нар. 7 березня 1963) — український науковець, доктор фізико-математичних наук. Навчався у Львівському державному університеті імені Івана Франка, закінчив Московський державний університет імені Михайла Ломоносова (1986). Відтоді був аспірантом, 1990—1991 роки — науковим співробітником, 1992—1995 роки — докторантом Математичного інституту імені В. А. Стеклова РАН (Москва). 1991—1992 роки — молодший науковий співробітник Інституту прикладних проблем математики та механіки імені Я. С. Підстригача НАН України (Львів); 1995—1997 роки — науковий співробітник Інституту математики Оксфордського університету; 1997—1999 роках — викладач Інституту математики Університету Ворика (обидва — Велика Британія); від 2000 року — професор Інституту математики Геттінгенського університету (Німеччина). Наукові дослідження: калібрувальні теорії та їх застосування у геометрії і топології, алгебраїчна геометрія, інтегровані системи[6].

## Вшанування пам'яті
Постановою Президії АН УРСР від 5 грудня 1990 року за № 313 Інституту прикладних проблем механіки і математики АН УРСР присвоєно ім'я академіка АН УРСР Я. С. Підстригача.
Починаючи з 1991 року в Інституті наприкінці травня проходять щорічні конференції молодих науковців — «Підстригачівські читання», а раз на п'ять років — міжнародні конференції «Сучасні проблеми механіки та математики», присвячені його пам'яті (чергова відбулася 27–29 травня 2024 року). На цих конференціях відбувається також церемонія вручення премії імені Я. С. Підстригача за кращу наукову роботу серед студентів механіко-математичного факультету ЛНУ імені Івана Франка за напрямами «Механіка», «Математика» і «Математичне моделювання» (по одній за кожним напрямом), заснованої Асоціацією випускників цього вишу. Для молодих науковців Інституту прикладних проблем механіки і математики імені Я. С. Підстригача НАН України встановлено піврічну стипендію його імені, присудження якої ініціює Рада молодих вчених і спеціалістів Інституту.
На пошану академіка Ярослава Підстригача 1993 року названо вулицю у Франківському районі міста Львова.